# ایستگاه متروی کروکسلی
ایستگاه متروی کروکسلی (انگلیسی: Croxley tube station) یکی از ایستگاه‌های خط متروپولیتن متروی لندن است.
این ایستگاه که در هرتفوردشر قرار دارد در سال ۱۹۲۵ میلادی تأسیس شده است.